# Система классификации гонок UCI
Международный союз велосипедистов (UCI), руководящий орган в велосипедный гонках, классифицирует все гонки согласно рейтинговой шкале.
Рейтинг представляет собой код из двух или трех частей и обозначает тип или стиль гонки (первая часть), и её важности или сложности (вторая и третья части). Первая часть всегда целое число или аббревиатура, а вторая часть, когда присутствует, обычно целые числа. Обе части разделяются точкой или запятой.
Чем выше рейтинг трассы, тем больше баллов получают в мировом рейтинге гонщики.

## Дорожные гонки
Первая часть кода в шоссейной гонке смотрится так: 1 — для однодневной гонки и 2 для многодневной гонки (состоящей более чем из двух этапов). Они отделены от второй части классификации, ранжирования, с помощью точки. HC (за пределами категоризации) является высшей категорией, затем 1 или 2.
Например, гонка по рейтингу: 1.1 — это однодневная гонка, категория трассы 1; 2.2 — многодневная гонка, категория трассы 2.
| Код       | Описание                             | Примеры                                                   | Участие |
| --------- | ------------------------------------ | --------------------------------------------------------- | --- |
| WT        | Гонка мирового тура                  | Тур де Франс, Тур Фландрии, Париж-Рубе, Льеж-Бастонь-Льеж | WorldTour teams (ProTeams) обязаны участвовать во всех гонках. UCI Professional Continental teams должны получить Уайлд-карту.                                            |
| 1.HC 2.HC | Однодневная гонка Многодневная гонка | Париж — Тур Арктическая гонка Норвегии                    | UCI ProTeams(max. 70 %). UCI professional continental teams. UCI continental teams. (команды страны где проходит гонка) Национальный Сборные (обычно страны-организатора) |
| 1.1 2.1   | Однодневная гонка Многодневная гонка | Кюрне — Брюссель — Кюрне Тур Азербайджана                 | UCI ProTeams (max. 50 %) UCI professional continental teams UCI continental teams Национальные сборные                                                                    |
| 1.2 2.2   | Однодневная гонка Многодневная гонка | Пять колец Москвы                                         | UCI professional continental teams страны, где проходит гонка UCI continental teams Национальные сборные Региональные и клубные команды                                   |

## Маунтинбайк
Существует два возможных кода для обозначения гонок на горных велосипедах: 'Е' для однодневной гонки, и 'D' на многодневной гонки.

## Велокросс
Все велокроссовые гонки определяются по коду «С».

## Таблица кодов
| Код | Описание                   |
| --- | -------------------------- |
| JO  | Олимпийские Игры           |
| СM  | Чемпионаты Мира            |
| WT  | World Tour                 |
| GT  | Гранд-Туры                 |
| CDM | Кубок мира                 |
| HC  | Hors Class                 |
| СN  | Национальные Чемпионаты    |
| CC  | Континентальные Чемпионаты |
| CMM | Мировой Чемпионат мастеров |
| 1   | Категория 1                |
| 2   | Категория 2                |
| 3   | Категория 3                |